# Andor Kertész
|  | No s'ha de confondre amb André Kertész. |

Andor Kertész   (Gyula, 19 de febrer de 1929 - Budapest, 3 d'abril de 1974) va ser un matemàtic hongarès.

## Vida i Obra
Kertész va néixer a Gyula, una ciutat del sud-est d'Hongria, no gaire lluny de la frontera amb Romania. Va demostrar un gran talent per a les matemàtiques a una edat jove. Va estudiar aquesta disciplina a la universitat de Debrecen en la qual es va diplomar l'any 1952. El curs 1953-1954 va ser professor ajudant a la universitat de Szeged, però aviat va retornar a Debrecen, on va completar la seva habilitació amb una tesi Sobre la teoria general dels mòduls d'operadors, dirigida inicialment per Tibor Szele i, després de la mort d'aquest, per László Rédei.
El 1963 va ser nomenat catedràtic d'àlgebra i teoria de nombres de la universitat, càrrec que va ocupar fins a la seva mort prematura el 1974. Durant els anys 1962–1964 i 1968–1971 va ser professor visitant a la universitat de Halle (Alemanya Oriental).
Des de bon començament, Kertész es va interessar per l'àlgebra abstracta. Ell, juntament amb Szele, van crear una important escola de recerca en àlgebra a la universitat de Debrecen.